# Kainji
Kainji – zbiornik retencyjny w zachodniej Nigerii, na rzece Niger, na granicy stanów Niger i Kebbi. Powierzchnia jeziora wynosi 1300 km².
Zbiornik powstał w wyniku zbudowania w latach 1968-1969 zapory wodnej na rzece Niger, funkcjonującej obecnie jako elektrownia wodna. Efektem budowy tamy było zatopienie miasta Bussa oraz innych okolicznych miejscowości. Około 50 000 mieszkańców zostało przesiedlonych, m.in. do nowo powstałego miasta New Bussa.
Na jeziorze Kainji rozwinęło się intensywne rybołówstwo, a woda z niego pochodząca wykorzystywana jest do nawadniania okolicznych pól uprawnych.
W pobliżu jeziora powstał Park Narodowy Kainji.